# 小手指南
小手指南（こてさしみなみ）は、埼玉県所沢市にある町名。現行の行政地名は小手指南一丁目から六丁目。郵便番号は 359-1146。

## 地理
所沢市内の西部、小手指地区に所属する。
西武狭山線下山口駅の北方で、西武池袋線小手指駅の南方、また同池袋線･狭山線西所沢駅の西方向に位置し、
周辺の小手指元町、小手指台、山口、北野南と隣接する。
町域内は概ね住宅街で東から西の順に1丁目から6丁目が置かれ、西から東に六ツ家川が流れている。
町境北端には埼玉県道・東京都道179号所沢青梅線が通っている。

### 河川
- 六ツ家川

## 交通

### 鉄道
- 町内に鉄道は無く最寄駅は、南部では西武狭山線下山口駅、北部では西武池袋線小手指駅、西部では同池袋線･狭山線西所沢駅。

### 道路
- 埼玉県道・東京都道179号所沢青梅線
- 市道「北野天神通り」

交差点
- 「北野天神前」
- 「小手指南」
- 「椿峰ニュータウン東」
- 「椿峰ニュータウン西」

バス
- 町域内のバス停は、「北野天神前」･「高峰」･「椿峰ニュータウン入口」･「椿峰小学校入口」（西武バス）

## 歴史
沿革
- 1889年（明治22年）4月1日 - 町村制施行に伴い、北野村、上新井村が合併し、入間郡小手指村の村域となる。
- 1943年（昭和18年）4月1日 - 小手指村が所沢町・山口村・富岡村・吾妻村・松井村と合併し、入間郡所沢町大字北野となる。
- 2004年（平成16年）7月17日 - 町名・地番変更実施により、大字北野の南東部が分離し、小手指南となる。

## 世帯数と人口
2017年（平成29年）9月30日現在の世帯数と人口は以下の通りである。
| 丁目           | 世帯数    | 人口    |
| -------------- | --------- | ------- |
| 小手指南一丁目 | 557世帯   | 1,412人 |
| 小手指南二丁目 | 556世帯   | 1,276人 |
| 小手指南三丁目 | 873世帯   | 2,110人 |
| 小手指南四丁目 | 688世帯   | 1,781人 |
| 小手指南五丁目 | 500世帯   | 1,422人 |
| 小手指南六丁目 | 614世帯   | 1,329人 |
| 計             | 3,788世帯 | 9,330人 |

## 小・中学校の学区
市立小・中学校に通う場合、学区は以下の通りとなる。
| 丁目           | 番地                                                                    | 小学校               | 中学校               |
| -------------- | ----------------------------------------------------------------------- | -------------------- | -------------------- |
| 小手指南一丁目 | 全域                                                                    | 所沢市立小手指小学校 | 所沢市立小手指中学校 |
| 小手指南二丁目 | 全域                                                                    | 所沢市立小手指小学校 | 所沢市立小手指中学校 |
| 小手指南三丁目 | 1〜32番地 33番地の9〜34番地の8 34番地の12〜76 39番地の7〜10 3丁目43番地 | 所沢市立小手指小学校 | 所沢市立小手指中学校 |
| 小手指南三丁目 | その他                                                                  | 所沢市立椿峰小学校   | 所沢市立上山口中学校 |
| 小手指南四丁目 | 14〜16番地 19〜25番地 33〜34番地                                        | 所沢市立椿峰小学校   | 所沢市立上山口中学校 |
| 小手指南四丁目 | その他                                                                  | 所沢市立小手指小学校 | 所沢市立小手指中学校 |
| 小手指南五丁目 | 1番地                                                                   | 所沢市立小手指小学校 | 所沢市立小手指中学校 |
| 小手指南五丁目 | その他                                                                  | 所沢市立椿峰小学校   | 所沢市立上山口中学校 |
| 小手指南六丁目 | 全域                                                                    | 所沢市立椿峰小学校   | 所沢市立上山口中学校 |

## 施設
教育
- 所沢市立椿峰小学校
- 所沢市立小手指保育園[6]

公共
- 小手指第6区集会所

公園
- 北野宮前公園[7]
- 梅田公園[8]
- 桜田公園[9]
- 海谷公園[10]
- 小谷公園[11]
- 高峰公園[12]

寺社
- 諏訪神社
- 無量寺

商業
- 所沢椿峰郵便局
- 所沢北野郵便局

その他
- 西所沢椿峰ニュータウン